# Györke (Sárköz)
Györke, vagy más néven Oltovány, település és vár volt a középkorban a Sárközben.

## Története
Györkét már 1382-ben említi egy oklevél: Ekkor Ilona özvegy jobbágyasszony eladja dunai malomrészét. „Mi, a szekszárdi monostor konventje adjuk emlékezetül, hogy egyrészt Lipolt fia János jobbágynője, Adorján fia Mihály özvegye, az előrelátó Ilona asszony, aki Györkén lakik, valamint István fia Tamás, az ő szintén Györkén lakó veje, Ilona asszony kiskorú fiával Istvánnal együtt, akinek képviseletét magukra vállalták, másrészt pedig Bátmonostori Töttös fia László mester előttünk személyesen megjelentek. Ilona úrnő és Tamás elmondták élőszóval, hogy ők Tóti közelében a Dunán lévő malmuk felét az említett László mesternek és összes utódainak 26, egyenként 6 penzát érő márkáért (amelyet – mint állították – már László mestertől megkaptak és felvettek) mindörökre és visszavonhatatlanul eladták. Ezen kívül István nevében is magukra vállalták, hogy László mestert és az összes utódait a saját költségükön és fáradozásukkal az említett malom felerészének békés és biztonságos birtokában megőrzik és megtartják.” 1514-ben szerepel a szekszárdi apátság összeírásában.
„Györke, egykor Őz Jánosé, most Szekcsőy Máté bírja, Vincze György bíró tanúskodott, ugyanott állandó telkesjobbágy 5 van, minden terményt Szekcsőy Máténak adnak.” - írták 1561-ben. Györke falu családfői 1572-73-ban: Garáni Lőrincz, Vincze György, Póli Diénös, Boda Ambrus, Simon Pál, Boda Balázs, Bodányi Máté, Boros Balázs, Garáni Kelemen, Bucsa Kelemen, Kovács Bertalan 11 ház. 1592-ben Martonfalvay Imrének adóznak: „Györkei Jobbágyink adnak Esztendőnként minden veteményükbűl Kilentzedet florenos No. 32. Ártánt No. 2. Patyolat vég No. 1. Paplan No. 1. Paputs kaptzástúl No. 1.” 1590-91-ben a törökök Györkén nyolc adózó családfőt írt össze, 1522-23-ban szintén 8-t, 1631-32-ben hatot és 1641-42-ben ismét nyolcat. A györkei jobbágyok 1618. jún. 22-én kelt levelüket Martonfalvy Ferenc földesuruknak Nagy-Megyerbe címezték. Ez a levél a Martonfalvay uraság Szekszárd környéki ismételt megjelenését bizonyítja. A jobbágyok levelükben a falubeli eseményekről számolnak be: „kettőnk Budára az vár mivre vagyon, immár két hónapja vagyon, harmad, ismeg minden nap az istrása dolgára járunk, magunknak semmi dolgot nem tehetünk, azért nem tudjuk, hová lennünk.” Bosnyák Tamás füleki kapitány birtokairól készült összeírásban, az anyavári uradalom urbáriumában találhatjuk meg Györke falu magyar földesuraira vonatkozó sorokat: „Giörke portio possessionaria. Ezt is magyarok lakják, de Marthonfalway Georgy kapdoz raytha vagyon is valami levele róla, de az is csak portiot mutat, eő pedig totaliter akarja bírnya ezen el köll igazodny vele, legiön ővé, fele mienk, noha talán neki kevesebb portioja lehetne benne. In Anno 1628 az pozsonyi octaván úgy alkuttunk meg, hogy fele Marthonfalwayé légyön, levélk is költ róla.”
A pozsonyi törvényszék  előtt tehát Bosnyák Tamás és a Martonfalvay család a Szekszárd környéki vitás birtokaikat megosztotta. Tették ezt úgy, mintha a birtokaik nem is lennének török uralom alatti területen, s ebből a törökök ismert alkukészségére következtethetünk. Mivel minden hódoltsági falunak volt egy török javadalombirtokosa is, aki 1610 után általában felvette a magyar földesúr társával is a levelezési kapcsolatot, és közös dolgaikról megalkudtak. Ezt tette Iszmail szekszárdi szandzsákbég is Bosnyák Tamással Kajmád rác betelepítésekor, ahogy erről az anyavári uradalom idézete is tanúskodik. Ez az urbárium a Szekszárd környéki falvakról 1633. március 30-án feljegyezte: „Az Tolna vármegyében lévő Ságról volt Füleken Dániel Mátyás . Ezzel együtt Győrkén lakozó Német Márton miatt való háborgás végett hoztak egy csizmát, egy nyestet, egy patyolatkeszkenőt. 1634. április 13-án voltanak Fülekben Györkén lakozó Kozma Bálint, az Másik Iczén lakozó Szabó Gergely hoztanak egy néhány aszalt halat. Cigány, törökkel bélelt emberek.” A pozsonyi ítélőszéken való megegyezés nyomában Bosnyák Tamás és Martonfalvay család feltehetőleg más ügyekben is szót értett. Erre utal Martonfalvay György veszprémi katona 1632. máj. 28-án Pápán kelt levele, ahol magát Bosnyák Tamás anyavári uradalmának intézőjeként írta alá. E levélben Martonfalvay arról írt, hogy a sági, az őcsényi, és a szentmiklósi jobbágyok az ő megkerülésével egyenesen Surányba (Nyitra vármegye) adják fel magyar adóikat, s azzal fenyegetődzött, felhozatja őket, mert: „a szekszárdi Izmail nevű bék azt írja, hogy ő kész volna az én igazságomat is megadni.” 
Tolnay András veszprémi katona 1652. szeptember 8-án, Győrben kelt zálogoslevele szerint Martonfalvay Ádám Tolna vármegyei jószágát, úgymint Szentmiklóst, Nyámádot, Ságot, Iccsét, Győrkét, Fejérvízt és Őcsény felét mindennemű hasznával zálogba vette. E zálogbirtoklásért Martonfalvaynak minden évben az úrnapi győri vásárkor hét pár csizmát és három vég vörös abát tartozott szolgáltatni. A Szekszárd melletti Szentmiklós falu lakói 1654. szeptember 1-jén Martonfalvay Ádámnak Nagy-Megyerre írt levelükben a halászatukról és a magyar részre való adóik felviteléről adnak hírt. A szentmiklósiak levelében szerepel: „mivel hogy bizony az halnak is fölötte nagy szükségében vagyunk, az vizek igen elapadtanak földünkben, és bizony sohult még ételre valót is nem foghatnak, nem hogy valami jóva való pozsárokat szörezhetne ember”. A magyar adóikról pedig ezt írták: „mivel az rajtunk uralkodó török uraktól még arra alkalmatos szabad utunk nem engedtetett...hitlevelet is kívánjuk uraságodnak mostan hozzánk jönne.” Az őcsényi jobbágyok levelüket Veszprémbe Martonfalvay Györgynek év nélkül június 6-án keltezték. Az őcsényiek a magyar részre fizetendő adóikról alkudni kíséreltek meg: „ez itt való török változó uraink miatt oly ínségben és nyomorúságban fizetésben vagyunk... amint ennek előtte is, de azon könyörög a szegénység, hogy esztendőnként az summa 12 Ft legyen „. Szintén Veszprémbe, Martonfalvay Györgynek címzett keltezetlen levélben a nyámádiak panaszkodnak: „felette nagy gondunk volt, csakhogy igen kevesen vagyunk, úgy annyira, hogy négy hámostánál több nincsen közöttünk; Kelemen János, Madaras Vince, Török Ferenc, Török Péter”.